# Robert Richards (Politiker)

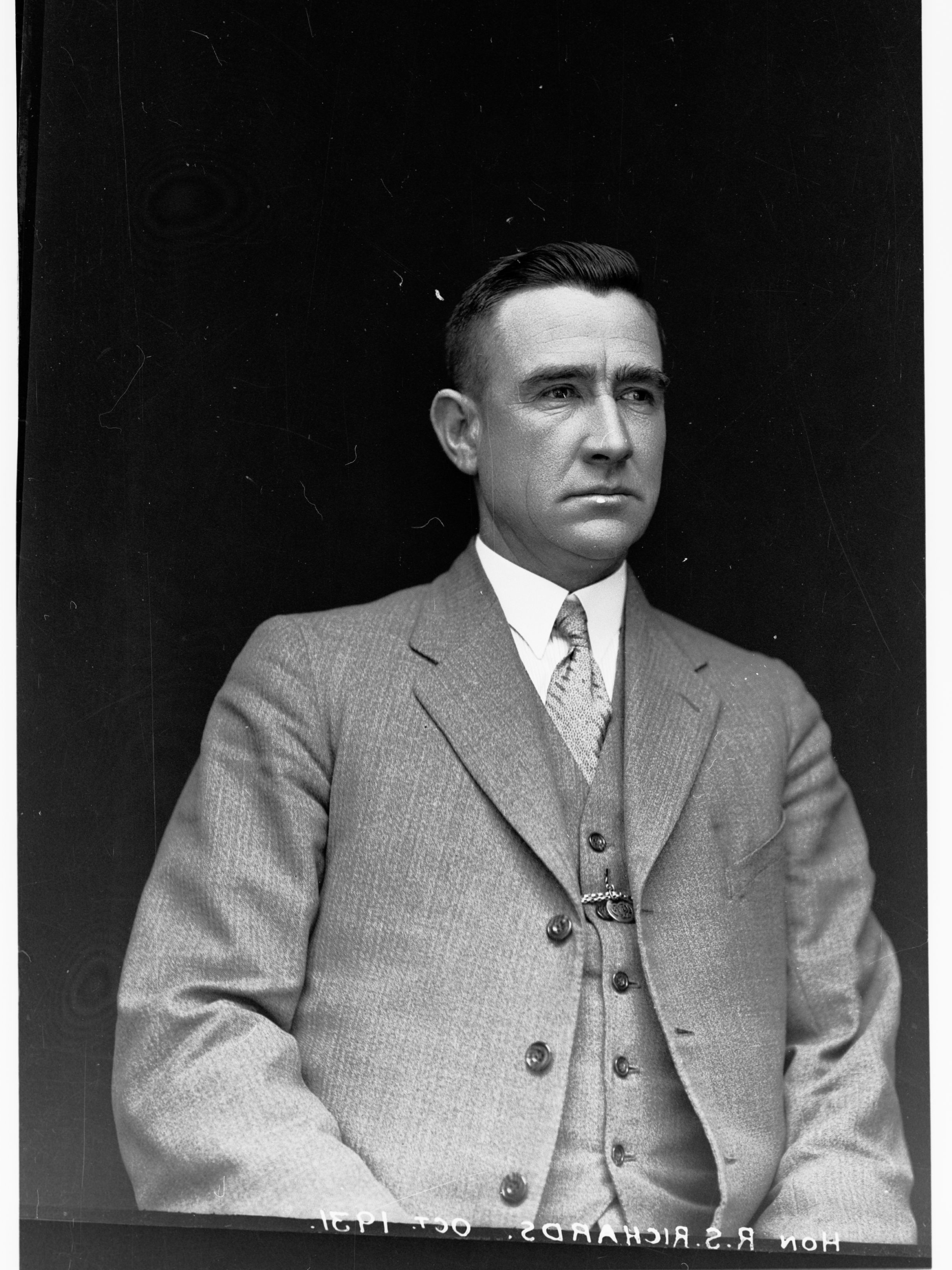
Robert Richards (1. Oktober 1931)

Hon. Robert Stanley Richards (* 31. Mai 1885 in Moonta Mines, South Australia; † 24. April 1967 ebenda) war ein Politiker der Australian Labor Party (ALP), der unter anderem von 1918 bis 1949 Mitglied des South Australian House of Assembly war, zahlreiche Ministerämter bekleidete sowie vom 13. Februar bis zum 18. April 1933 für 64 Tage Premierminister von South Australia war. Er war zwischen 1938 und 1949 Vorsitzender der South Australian Labor Party sowie zugleich Oppositionsführer im South Australian House of Assembly. Er fungierte ferner von 1949 bis 1953 Administrator von Nauru.

## Leben

### Abgeordneter, stellvertretender Parlamentssprecher und Minister
Robert Stanley Richards wurde als Sohn einer aus Cornwall stammenden Bergarbeiterfamilie geboren und verbrachte die ersten Jahre seines Lebens in Moonta. Im Alter von dreizehn Jahren verließ er 1898 die Schule, um selbst in einem Bergwerk zu arbeiten – zunächst als Hilfsarbeiter und später als Handwerker. Die Tätigkeit im Bergbau brachte ihn mit der Gewerkschaftsbewegung in Kontakt, woraufhin er sich als Funktionär in der Bergarbeitergewerkschaft Federated Mining Employees Association und im Gewerkschaftsverband AWU (Australian Workers’ Union) engagierte. Bei den Wahlen am 6. April 1918 wurde er für die Australian Labor Party (ALP) als Nachfolger von John Frederick Herbert im Mehrpersonen-Wahlkreis Wallaroo erstmals zum Mitglied der South Australian House of Assembly gewählt, des Unterhauses des Parlaments von South Australia, und vertrat diesen Wahlkreis mehr als 31 Jahre lang bis zu seinem Mandatsverzicht am 22. November 1949, woraufhin dieser Wahlkreis von seinem Parteifreund Hughie McAlees übernommen wurde.
Richards war als Nachfolger von Vernon Petherick vom 24. Juli 1924 bis zu seiner Ablösung durch Robert Nicholls am 17. Mai 1927 als Deputy Speaker stellvertretender Sprecher der Legislativversammlung und damit Vertreter der damaligen Parlamentssprecher John McInnes (24. Juli 1924 bis 27. August 1926) beziehungsweise Frederick Birrell (31. August 1926 bis 16. Mai 1927). Zugleich war er zwischen dem 24. Juli 1924 und dem 17. Mai 1927 auch als Chairman of Committees Vorsitzender der Ausschüsse der Legislativversammlung. Am 17. April 1930 wurde Richards in die zweite Regierung von Premier Lionel Hill berufen und bekleidete in dieser bis zum 13. Februar 1933 die Ämter als Bergbauminister (Minister of Mines) sowie als Minister für Ländereien der Krone (Commissioner of Crown Lands). Im Zuge einer Umbildung der Regierung übernahm er ferner vom 30. Oktober 1930 bis zum 13. Februar das Amt als Marineminister (Minister of Marine) sowie zwischen dem 12. November 1931 und dem 13. Februar 1933 als Minister für Arbeit und Beschäftigung (Minister of Labour and Employment).

### Premierminister, Parteivorsitzender und Oppositionsführer

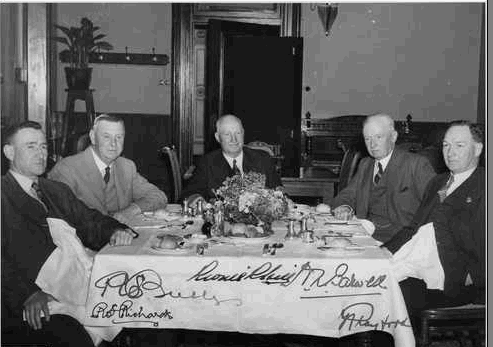
Die ehemaligen Premiers von South Australia Robert Richards, Sir Richard Layton Butler, Lionel Hill, Sir Henry Barwell und Amtsinhaber Sir Thomas Playford IV bei einem Treffen (1940).

Die zweite Regierung Hill schien nicht in der Lage zu sein, effektiv auf die unzähligen Probleme des Staates der Weltwirtschaftskrise zu reagieren. Die Umsetzung sparsamer Deflationsmaßnahmen, die im Plan des Premierministers von 1931 verankert waren, führte zu einer weit verbreiteten Unzufriedenheit mit Hill, Richards und ihren Kabinettskollegen. Diese unterstützten den innerhalb der Labor Party kritisierten sogenannten „Premiers’ Plan“ des australischen Premierministers James Scullin, der letztendlich deswegen am 6. Januar 1932 sein Amt verlor. Infolgedessen sahen sich Hill und seine Regierung der Ausgrenzung durch ihre eigene Partei und wurde daher von Edgar Dawes als Vorsitzender der Labor Party abgelöst. Hill, der fortan die Splittergruppe der „Premiers’ Plan“-Labor führte, konnte sein Amt als Premierminister daher nur noch mit Unterstützung der liberalen Opposition fortsetzen. Als Hill erkannte, dass seine Position unhaltbar war, trat er am 13. Februar 1933 als Premier zurück, und überließ Richards die undankbare Aufgabe, eine gespaltene Minderheitsregierung bis zu den nächsten Wahlen zu führen. Daraufhin bildete Richards als Premierminister von South Australia eine bis zum 18. April 1933 dauernde Regierung von 64 Tagen. In seiner Regierung übernahm er außerdem vom 13. Februar bis zum 18. April 1933 die Ämter als Bergbauminister, Minister für Ländereien der Krone, Marineminister, Schatzminister (Treasurer), Minister für Rückführungen (Minister of Repatriation) sowie als Minister für Bewässerung (Minister of Irrigation).
Bei der Wahl am 8. April 1933, bei der Edgar Dawes Spitzenkandidat der Labor Party war, erreichte diese 48.273 Stimmen (27,78 Prozent) und verlor damit 20,86 Prozentpunkte und verlor 24 Mandate, wodurch sie nur noch mit sechs von 46 Abgeordneten in der Legislativversammlung vertreten war. In der Folgezeit war er selbst vom 13. Februar 1933 bis zum 22. Juni 1934 Vorsitzender der Parliamentary Labor Party, die aus der Splittergruppe der „Premiers’ Plan“-Labor hervorging, sowie zwischen dem 12. Juli 1933 bis zum 19. Mai 1945 Mitglied des Ständigen Parlamentsausschusses für öffentliche Arbeiten. Am 20. Juli 1933 wurde ihm der Höflichkeitstitel The Honourable verliehen. Nach der Wiedervereinigung der South Australian Labor Party war er vom 22. Juni 1934 bis zum 1. April 1938 stellvertretender Vorsitzender der South Australian Labor Party. Obwohl die Labor Party bei der Wahl am 19. März 1938 unter dem nunmehrigen Spitzenkandidaten Andrew Lacey sich mit 57.124 Stimmen (26,16 Prozent) leicht von sechs auf neun der 39 Parlamentssitze verbessern konnte, trat Lacey als Parteivorsitzender und Oppositionsführer zurück.
Daraufhin wurde Robert Richards als Laceys Nachfolger am 1. April 1938 sowohl Vorsitzender der Labor Party als auch Oppositionsführer im South Australian House of Assembly und bekleidete beide Funktionen bis zu seinem Rücktritt am 22. November 1949, woraufhin Mick O’Halloran diese Funktionen übernahm. Bei der Wahl am 29. März 1941 war er erstmals selbst Spitzenkandidat und erreichte mit seiner Partei 56.062 Stimmen (33,25 Prozent) nunmehr elf der 39 Mandate, während die Labor Party bei der Wahl am 29. April 1944 mit 105.298 Stimmen (42,52 Prozent) bereits 16 der 39 Sitze erhielt. Bei der Wahl am 8. März 1947 war er noch einmal Spitzenkandidat der Labor Party und erreichte mit dieser 133.959	Wählerstimmen (48,64 Prozent), verlor aber wegen des Wahlsystems trotzdem drei der 16 Mandate und war nur noch mit 13 Sitzen im House of Assembly vertreten.	
Nach seinem Ausscheiden aus der Legislativversammlung wurde Richards im November 1949 Nachfolger von Harold Reeve als Administrator von Nauru, das seit dem 1. November 1947 ein an Australien, Neuseeland und das Vereinigte Königreich übergebenes Treuhandgebiet der Vereinten Nationen war, dessen tatsächliche Verwaltung durch Australien erfolgte. Er hatte dieses Amt offiziell bis Januar 1953 inne, wobei John Keith Lawrence bereits zuvor geschäftsführend die Funktion wahrgenommen hatte.

## Hintergrundliteratur
- Parliament of South Australia: Statistical Record of the Legislature 1836–2007 (Memento vom 11. März 2019 im Internet Archive)
- Gordon Desmond Combe: Responsible Government in South Australia, Band 1, Wakefield Press, 2009, ISBN 978-1-86254-843-5 (Onlineversion (Auszug))